# کربوفوران
کربوفوران (به انگلیسی: Carbofuran) یک ترکیب شیمیایی با شناسه پاب‌کم ۲۵۶۶ است. شکل ظاهری این ترکیب، بلورهای جامد سفید است.